# ألبرت أجييمانغ
ألبرت أجييمانغ (بالإنجليزية: Albert Agyemang)‏ هو منافس ألعاب قوى غاني، ولد في 4 أكتوبر 1977.

## وصلات خارجية
- ألبرت أجييمانغ على موقع الاتحاد الدولي لألعاب القوى (الإنجليزية)
- ألبرت أجييمانغ على موقع أوليمبيديا (الإنجليزية)